# Arcuadendron ovatum
Arcuadendron ovatum är en svampart som beskrevs av Sigler & J.W. Carmich. 1976. Arcuadendron ovatum ingår i släktet Arcuadendron, divisionen sporsäcksvampar och riket svampar.   Inga underarter finns listade i Catalogue of Life.